# お好みサンド
『お好みサンド』（おこのみサンド,Pent-House Mouse）は、「トムとジェリー」の短編作品の一つ。1963年7月27日公開。製作はチャック・ジョーンズ。

## スタッフ
- 製作総指揮 - ウォルター・ビーン
- 製作・監督 - チャック・ジョーンズ
- 共同監督 - モーリス・ノブル
- 脚本 - チャック・ジョーンズ、マイケル・マルティーズ
- 原画 - ケン・ハリス、トム・レイ、ベン・ワーシャム
- 背景 - フィリップ・デ・ガード
- インチャージ・オブ・プロダクション - レス・ゴールドマン
- 音楽 - ユージン・ポッダニー
- 制作 - シブタワー・12・プロダクション
- 配給 - メトロ・ゴールドウィン・メイヤー

## 作品内容
高層マンションでセレブ生活を満喫中のトム。対しジェリーはガリガリに痩せこけ、目も落ち窪み、食べ物を求めて地上を彷徨っていた。そして、工事現場を覗き込んだジェリーは鉄骨の上にサンドイッチの入ったランチボックスを見つけ、失敬しようと中へ潜り込む。
一方、そんな事とはお構いなしに、鉄骨はランチボックスとジェリーを乗せたままクレーンで吊り上げられていく。吊り上がるにつれ斜めに傾いた鉄骨から箱が滑り落ち、蓋が開いた拍子にジェリーもサンドイッチもバラバラに落下していく。
一方、工事現場付近のマンションのテラスでデッキチェアに寝そべっていたトムは、顔面に箱が直撃するも、上空から落ちてくるパンやレタス、そしてジェリーに大喜び。次々に受け止め、特製ネズミサンドとしゃれ込むが…当然ジェリーがおとなしく食われるはずも無く、マンションから巨大な杭打ち機が唸る工事現場に至ってのドタバタが始まる。
ジェリーの反撃によりマンションから落とされたトムは、そのまま物の弾みで転がる樽の上と共に地上を暴走する羽目に。その目線の先には「国際名犬コンクール」のイベント会場があった…。
その頃、先ほどまでトムがいたマンションのテラスではジェリーが優雅にくつろぐのだった。

## 登場キャラクター
トム
高級マンションでセレブ生活を満喫していたところへランチボックスとサンドイッチごと落ちて来たジェリーを捕まえ食べようとする。これをきっかけに追いかけっこを始めるが、ジェリーの反撃を喰らって工事現場へ落とされてしまい、最後には「国際名犬コンクール」会場へ転がり込み・会場にいた多数の犬に襲われてしまった。自身が住んでいたマンションテラスはジェリーに乗っ取られている。
ジェリー
ひもじい状態でさまよい歩き、工事現場にあったランチボックスを見つけて中のサンドイッチを食べる。やがてトムに食べられそうになるも・反撃を重ねた末トムを工事現場へ落とし、トムのマンションテラスを占領した。
国際名犬コンクール出場の犬たち
会場にネコのトムが迷い込んでくると、一斉に吠えて襲いかかった。

## 日本でのテレビ放映
TBS系で1964年から1990年頃まで放送された。DVDにも収録。

## 備考
本作はチャック・ジョーンズによる「トムとジェリー」短編作品の第1作目。
最後のエンドクレジットの「THE END」の文字が二段で表示されるが、後発作品（独自演出があるものは除く）では一段表示かつ「the end」と小文字で表示されている。